# Menschenrechte in Russland
Die Rechte und Freiheiten der Bürger der Russischen Föderation werden formal in Kapitel 2 der russischen Verfassung von 1993 festgelegt. Russland hat die allgemeine Erklärung der Menschenrechte unterzeichnet und außerdem eine Reihe weiterer Menschenrechtskonventionen ratifiziert wie den internationalen Pakt über bürgerliche und politische Rechte, den Internationalen Pakt über wirtschaftliche, soziale und kulturelle Rechte und die europäische Menschenrechtskonvention. Diese internationalen Abkommen haben gemäß Kapitel 1, Artikel 15 der russischen Verfassung Vorrang vor der nationalen Gesetzgebung.
Dennoch wird der russischen Regierung vorgeworfen, die Menschenrechte in der Praxis systematisch zu missachten. Dies umfasst u. a.
- willkürliche Inhaftierungen,[4]
- systematische Folter von Inhaftierten durch die Polizei,[5][6]
- außergerichtliche Hinrichtungen,[4]
- Gefährdung der Pressefreiheit (von Anfang 1992 bis Juli 2009 wurden mindestens 50 Journalisten getötet),[7]
- Unterdrückung der Meinungsfreiheit[8]
- Schikanierung und Misshandlung von Rekruten (Dedowschtschina) im russischen Militär,[9]
- Vernachlässigungen und Grausamkeiten in Waisenheimen,[10]
- Verletzungen von Kinderrechten,[11]
- Diskriminierung, Rassismus, und Morde an Angehörigen von ethnischen Minderheiten.[12][13]
- Frauenrechte: Häusliche Gewalt in Russland bzw. Gewalt gegen Frauen[14]

Die Organisation Freedom House schätzt Russland seit 2005 als nicht frei ein. The Economist publizierte 2006 ein Demokratie-Rating, in dem Russland den 102. Platz von insgesamt 167 Ländern belegte. Darin wurde Russland als sogenanntes „Hybrid-Regime mit einem Trend zur Beschneidung von Medien- und anderen bürgerlichen Freiheiten“ charakterisiert. Im Jahr 2021 belegte Russland Platz 124 („Authoritarian“). Im „Index of Economic Freedom“ der Heritage Foundation rangierte Russland 2009 auf Platz 146 von 179 (meist unfrei), im Jahr 2021 Platz 113 (meist unfrei).
Am 1. Mai 2023 nahm der Sonderberichterstatter der UNO für Russland laut Resolution 51/25 seine Arbeit auf.

## Verletzung von Persönlichkeitsrechten (grundlegenden Rechten)

### Folter und Misshandlung
Die russische Verfassung verbietet willkürliche Verhaftung, Folter und Misshandlungen. Kapitel 2, Artikel 21 der Verfassung besagt: „Niemand darf der Folter, Gewalt oder einer anderen grausamen oder die Menschenwürde erniedrigenden Behandlung oder Strafe unterworfen werden.“ Dennoch werden laut Amnesty International jedes Jahr Hunderte von Menschen Opfer von Folter und Misshandlungen sowohl unmittelbar nach der Festnahme als auch in Untersuchungs- oder Strafhaft.
So werden russische Polizisten regelmäßig bei der Durchführung von Folter beobachtet: Schläge, elektrische Schläge, Vergewaltigung, Ersticken beim Befragen inhaftierter Verhafteter.
Im Jahr 2019 beschrieb Oleg Kaschin anlässlich einer unbestreitbaren Folteraufzeichnung das System der Folter als „hochentwickelte Industrie des Labern und Verwässerns“, weil sämtliche Untersuchungen im Falle von Folter immer im Sande verliefen, während solche Vorkommnisse in anderen Ländern zu einer Regierungskrise führen müssten. Selektive Rechtsanwendung sei für das russische System zwar nicht die Grundlage, „aber zumindest das wichtigste und wesentlichste Prinzip“, eine Meinung, die auch Julija Latynina 2020 vertrat: Russland sei ein Land, in welchem die Behörden in ihren Bürgern nur „Feinde“ sähen.
Der Menschenrechts-Ombudsmann Oleg Mironow schätzte im Jahr 2000, dass 50 % der Gefangenen, mit denen er gesprochen habe, äußerten, sie seien gefoltert worden. Amnesty International berichtete 2006, dass russisches Militär in Tschetschenien Frauen vergewaltigt und mit Elektroschocks gefoltert hätten. In extremen Fällen seien hunderte unschuldiger Menschen zufällig von Spezialeinheiten der Polizei auf der Straße verhaftet, geschlagen, gefoltert und vergewaltigt worden. Solche Zwischenfälle habe es nicht nur in Tschetschenien, sondern auch in den russischen Städten Blagoveshensk, Bezetsk, Nefteyugansk und andern gegeben.
2007 berichtete Radio Svoboda (Radio Free Europe) über die Gründung der inoffiziellen Bewegung „Geschlagenes Russland“ durch Menschenrechtler und Journalisten in Moskau, die unter brutaler Gewalt in verschiedenen russischen Städten gelitten hatten. Folter und Erniedrigung ist auch in der russischen Armee weit verbreitet (siehe auch Dedowschtschina). Viele junge Männer werden jedes Jahr getötet oder begehen deswegen Suizid. Es wurde berichtet, dass einige junge männliche Rekruten gezwungen werden, als Prostituierte für zivile Kunden zu arbeiten. Die Union der Komitees der Soldatenmütter Russlands ist eine Menschenrechtsorganisation, die sich um diese Missstände kümmert und sich bemüht, die Rechte junger Soldaten zu schützen.

### Kriminalität
In den 1990er Jahren wuchs das organisierte Verbrechen, die russische Mafia. Gleichzeitig wurden die Behörden der Strafverfolgung zerschlagen. Dies führte zu einem starken Anstieg der Gewalt gegen Unternehmer, Staatsbedienstete sowie andere Personen des öffentlichen Lebens. Der spätere Ministerpräsident Wladimir Putin übernahm diese Probleme mit seinem Amtsantritt als Präsident. Während seiner Wahlkampagne im Jahr 2000 gewann er viel Unterstützung für seine Position, Recht und Gesetz wiederherzustellen. Dabei vertrat er auch die Ansicht, dass die Herrschaft des Gesetzes die einzige Möglichkeit ist, das Vertrauen in die Wirtschaft des Landes wiederherzustellen.
Nach Informationen der Demoscope Weekly stieg die Anzahl der Morde pro 100.000 Einwohner von 15 im Jahr 1991 innerhalb von drei Jahren auf 32,5 im Jahr 1994 an. Bis 1998 fiel sie wieder auf 22,5, um dann 2002 wieder ein Maximum von 30,5 zu erreichen und dann auf 20 im Jahr 2006 zu fallen. Damit liegt Russland in der Statistik des US-amerikanischen NationMaster auf Platz 5 von 62 aufgeführten Nationen.
Bei 611 Gefangenen pro 100.000 Einwohner gab es 2006 weltweit nur noch in den USA relativ zur Bevölkerung mehr Gefangene. Des Weiteren zeigen kriminologische Studien, dass die durchschnittliche Anzahl der Überfälle zwischen 2000 und 2005 um 38,2 % höher lag als zwischen 1992 und 1999. Im gleichen Zeitraum ist der Anteil der Drogenkriminalität um 71,1 % gestiegen.

### Politisch motivierte Verfolgung
Informationen über politische Gefangene in Russland liefert Gefangen in Russland; ein Projekt, das aus einer Kooperation der russischen Menschenrechtsorganisation Memorial mit der deutschen Gesellschaft für Osteuropakunde und der Ev. Kirche in Deutschland entstanden ist.

#### Wissenschaftler und Umweltaktivisten
In der Sowjetunion gab es für Wissenschaftler bei der Zusammenarbeit mit ausländischen Kollegen einige administrative Hürden. Nach dem Ende der Sowjetzeit, die auch einen Rückgang an Regierungsausgaben für die Wissenschaft bedeutete, erweiterten viele Wissenschaftler ihre Kontakte mit ausländischen Laboratorien. Trotzdem sind administrative Sicherheitsregeln in Russland immer noch strenger als im Westen.
Es gab einige Fälle, in denen der russische Geheimdienst FSB Wissenschaftler anklagte, Staatsgeheimnisse verraten zu haben, während diese angaben, dass die Information auf bereits publizierten und freigegebenen Quellen beruhte. Auch wenn die Fälle oft öffentliche Reaktionen zur Folge hatten, wurden sie meist in geschlossenen Räumen ohne Presse und Öffentlichkeit verhandelt.
Dabei handelt es sich z. B. um
- den Atomphysiker Igor Sutjagin (2004 zu 15 Jahren Lagerhaft verurteilt)[44]
- den Physiker Walentin Danilow (2004 zu 14 Jahren verurteilt)[45]
- den Physikochemiker Oleg Korobeinitschew. Der FSB ließ im Mai 2007 die Anklage gegen ihn fallen wegen „Fehlens eines substantiellen Verbrechens“. Im Juli 2007 entschuldigte sich der Staatsanwalt des Gebietes Nowosibirsk öffentlich bei ihm.[46]
- den Physiker Oskar Kaibyschew (verurteilt zu sechs Jahren auf Bewährung und einer Strafe von 132,000 $).[47]

Auch der Ökologe und Journalist Alexander Nikitin, der mit der norwegischen Umweltschutzorganisation Bellone Foundation zusammenarbeitet, wurde wegen Spionage angeklagt. Er veröffentlichte Material über die Gefahren durch die russischen Atom-U-Boote. Im Februar 1996 wurde er verhaftet. Nachdem sein Fall 13 Mal erneut aufgenommen worden war und er Monate/Jahre im Gefängnis verbracht hatte, wurde er 1999 freigelassen.
Der Journalist und Herausgeber eines Umweltmagazins Grigori Pasko wurde 1997 verhaftet, nachdem er die Verklappung von Atommüll ins japanische Meer gefilmt hatte. 1999 wurde er zu drei Jahren Haft verurteilt. Im Rahmen einer Amnestie kam er wieder auf freien Fuß wurde aber 2001 erneut verhaftet und wegen Landesverrats zu vier Jahren Haft verurteilt, aus der er 2003 wieder entlassen wurde.
Weitere Beispiele sind Wladimir Petrenko, der für die Beschreibung der Gefahren durch chemische Waffenlager sieben Monate in Untersuchungshaft verbrachte, und Nikolay Shchur, der Vorsitzende des ökologischen Snezhinskiy-Fonds, der sechs Monate in Untersuchungshaft verbrachte.
Nadeschda Kutepowa hatte sich für die Sicherheit der Bevölkerung in der Gegend der Atomfabrik Majak eingesetzt. Im Staatsfernsehen wurde 2015 ihr Haus gezeigt und verbreitet, sie betreibe Spionage für die USA. Kutepowa erhielt nach ihrer Ausreise in Frankreich Asyl als politisch Verfolgte.

#### Andere Fälle
Wiktor Orechow, ein ehemaliger KGB-Hauptmann, der sowjetischen Dissidenten half, wurde zu acht Jahren Haft zu Sowjetzeit verurteilt. 1995 wurde er wegen behaupteten Besitzes einer Pistole und Magazinen erneut zu drei Jahren Haft verurteilt. Nach einem Jahr wurde er entlassen und verließ Russland.
Wil Sultanowitsch Mirsajanow wurde strafrechtlich verfolgt wegen eines Artikels, in dem er 1992 geäußert hatte, Russland würde an chemischen Massenvernichtungswaffen arbeiten. Später gewann er den Fall und emigrierte in die USA.
Wladimir Kasanzew, der illegale Käufe von Lauschgeräten bei ausländischen Unternehmen veröffentlicht hatte, wurde im August 1995 verhaftet und Ende des Jahres 1995 wieder entlassen. Sein Fall wurde jedoch nicht abgeschlossen. Der Anwalt Mikhail Trepashkin wurde im Mai 2004 zu vier Jahren Haft verurteilt.
Der Journalist Wladimir Rachmankow wurde im Januar 2006 wegen Diffamierung des Präsidenten in seinem Artikel „Putin als Phallussymbol Russlands“ zu einer Strafe von 20.000 Rubel (etwa 695 USD) verurteilt.
Am 10. Mai 2014 wurde der ukrainische Filmemacher Oleh Senzow in Simferopol auf der Krim verhaftet. Er wurde nach Russland gebracht, wo er wegen angeblicher terroristischer Aktivitäten zu 20 Jahren Haft verurteilt wurde. Amnesty International stufte das Verfahren als unfair ein und setzte sich für die Freilassung von Senzow ein. Human Rights Watch bezeichnete die Gerichtsverhandlung als Schauprozess forderte die Freilassung des Filmemachers. Am 9. September 2019 wurde Senzow im Rahmen eines Gefangenenaustausches mit der Ukraine freigelassen.
Im September 2017 waren Achtjom Tschijgos und Ilmi Umerow, ehemaliger und aktueller Vize-Präsident der Krimtataren-Vertretung Medschlis, wegen der Organisation des Widerstandes gegen die russische Annexion der Krim 2014 zu jeweils acht und zwei Jahren Haft verurteilt worden. Amnesty International bezeichnete beide Prozesse als „Farce“. Das Europaparlament verlangte die Freilassung der Inhaftierten. Erst nach unmittelbarer Vermittlung des türkischen Präsidenten Recep Tayyip Erdogan wurden beide Männer im Oktober auf freien Fuß gesetzt und durften in die Türkei einreisen.
Politische Dissidenten aus ehemaligen Sowjetrepubliken wie z. B. aus dem autoritären Tadschikistan oder Usbekistan werden oft vom FSB verhaftet und zur strafrechtlichen Verfolgung in ihre Heimat geschickt, auch wenn internationale Menschenrechtsorganisationen protestieren. Außerdem kidnappen die Geheimdienste Tadschikistans, Usbekistans, Turkmenistans und Aserbaidschans mit impliziter Genehmigung des FSB (Geheimdienst) Menschen in Russland.
Viele Menschen wurden 2006 in Arrest genommen, um sie davon abzuhalten, während des G8-Gipfels zu demonstrieren.
Human Rights Watch dokumentierte wie Umweltschützer, Menschenrechtler und Bürgerrechtler verhaftet, durchsucht und zum Ziel von Übergriffen wurden.
Im April 2019 wurde eine israelische Staatsbürgerin, die 9,6 Gramm Haschisch mit sich führte, in Russland in Gewahrsam genommen und im Oktober 2019 zu mehr als sieben Jahren Haft verurteilt. Dieses Strafmaß hatte politische Gründe. Im Januar 2020 wurde sie begnadigt.
Im Jahr 2021 wurde ein Oppositioneller (ein Mitarbeiter von Alexei Nawalny) wegen angeblichen Verbreitens von Pornografie zu 2,5 Jahren Straflager verurteilt, weil er im Jahr 2014 auf VKontakte einen Videoclip von Rammstein geteilt hatte, in dem Sexszenen vorkommen.
Im August 2022 wurde die US-amerikanische Basketballerin Brittney Griner zu neun Jahren Haft verurteilt, weil sie Cannabisöl, das ihr ein Arzt in den USA verschrieben hatte, mit nach Russland nahm, wo sie ihre Sportkarriere fortführen wollte.

### Nicht aufgeklärte Todesfälle
Einige russische Menschenrechtsanwälte und kritische Journalisten starben während sie Korruption und vermutete Verbrechen von staatlichen Autoritäten oder des FSB (Geheimdienst) untersuchten:
Sergei Juschenkow, Juri Schtschekotschichin, Rustam Auschew, Alexander Litwinenko, Galina Starowoitowa, Anna Politkowskaja, Paul Klebnikov, Alexander Plochin, Stanislaw Markelow, Boris Jefimowitsch Nemzow, Ruslan Achtachanow und Sergei Magnitski.
Im 21. Jahrhundert ereigneten sich außerdem ungeklärte oder umstrittene Todesfälle unter russischen Unternehmern.

### Psychiatrische Institutionen
Es wird von zahlreichen Fällen berichtet, in denen Menschen, die russischen Autoritäten unbequem wurden, in psychiatrischen Institutionen inhaftiert wurden. Allein 2008 berichtet Amnesty International von mehr als 30 Fällen, in denen Personen, die gewaltlos ihre Menschenrechte ausgeübt hatten, „ohne wirkliche medizinische Gründe in psychiatrische Kliniken eingewiesen“ wurden.
Wenig hat sich im Serbski-Wissenschaftszentrum für Sozial- und Gerichtspsychiatrie geändert, wo viele prominente Sowjet-Dissidenten inhaftiert waren, nachdem bei ihnen langsam fortschreitende Schizophrenie diagnostiziert worden war. Dieses Institut führt mehr als 2500 gerichtlich angeordnete Untersuchungen pro Jahr durch. Als der Kriegsverbrecher Juri Dmitrijewitsch Budanow 2002 untersucht wurde, wurde die durchführende Kommission von Tamara Pechernikowa geleitet, die zu Sowjet-Zeiten die Poetin Natalya Gorbanewskaya verurteilt hatte. Auf Grund von „temporärer Geisteskrankheit“ wurde Budanov freigesprochen. Nach öffentlichen Protesten wurde er von einer anderen Kommission als gesund erklärt und anschließend zu zehn Jahren Haft verurteilt. Mitglied dieser Kommission war Georgi Morozov, der frühere Direktor des Instituts, der in den 1970er und 1980er Jahren viele Dissidenten als geisteskrank eingestuft hatte.
Das Serbski-Institut hat auch ein Gutachten zur Massenvergiftung an hunderten tschetschenischer Schulkinder durch eine unbekannte chemische Substanz mit starker und lang anhaltender Wirkung ausgestellt. Das Serbski-Institut führte die Symptome auf psychische Stress-Reaktionen zurück. Der Psychiater Emmanuil Lwowich sieht dies als Versuch, die Fakten vor der Öffentlichkeit geheim zu halten und die Kinder nicht gründlich untersuchen zu lassen.

### Rechte von Behinderten und Kindern
Im Jahr 2006 wurde die Anzahl der Waisenkinder in Russland auf 2 Millionen und die der Straßenkinder auf 4 Mio. geschätzt. Nach einem Bericht von Human Rights Watch aus dem Jahr 1998 wurden von 1996 bis 1998 jedes Jahr 113.000 Kinder in staatliche Obhut gegeben. In dem Bericht schreibt Human Rights Watch, dass die „Waisenkinder, von denen 95 % noch einen lebenden Elternteil haben, von dem Augenblick an, von dem sie sich in staatlicher Obhut befinden, Grausamkeiten und Vernachlässigungen in einem schockierenden Ausmaß ausgesetzt sind.“ Wenn sie einmal den Stempel „geistig zurückgeblieben“ bekommen haben, werden russische Waisenkinder „für ihr Leben in psychiatrischen Institutionen inventarisiert. Dort erhalten sie wenig bis keine Ausbildung, werden z. T. in Lumpen gekleidet, mit Gliedmaßen an Möbel angebunden, ihnen werden Impulse verweigert und manche werden halb nackt in ihrem eigenen Dreck gelassen. Bettlägerige Kinder von fünf bis siebzehn werden in unterbesetzten Liegeräumen eingesperrt und manchmal bis zum Tod vernachlässigt.“ Der Schriftsteller Ruben Galiego hat Leben und Tod behinderter Kinder in staatlichen Institutionen beschrieben.
Dennoch erschwert es eine kürzliche Änderung im Adoptionsgesetz, russische Kinder aus dem Ausland zu adoptieren.

### Menschenhandel
→ Hauptartikel: Menschenhandel
Das Ende des Kommunismus und der Zusammenbruch der Sowjetunion haben zu einer Zunahme des Menschenhandels geführt. Die Opfer sind zum einen Frauen und Kinder, die zur Prostitution gezwungen werden und zum anderen ausländische Zwangsarbeiter.
Russland ist auch Ziel und Transitland für Personen, die zur sexuellen Ausbeutung aus benachbarten Ländern nach Russland und darüber hinaus verkauft werden. Russland trug 2003 zu einem Viertel zu den 1.235 identifizierten Opfern bei, die nach Deutschland verkauft wurden. Die russische Regierung zeigte durchaus Engagement beim Einsatz gegen den Menschenhandel. Dennoch wurde sie dafür kritisiert, dass sie keine konkreten gesetzlichen Maßnahmen zur Prävention und Bekämpfung des Menschenhandels und des Opferschutzes entwickelt und ergriffen habe.

### Vermisstenfälle
Laut einer im Jahr 2018 veröffentlichten Meldung der russischen Nachrichtenagentur TASS werden in Russland jährlich 70.000 bis 100.000 Personen vermisst. Etwa 25 % der Vermisstenfälle bleiben unaufgeklärt.

## Verletzung von Freiheitsrechten

### Religionsfreiheit
Die Verfassung der Russischen Föderation enthält ebenso die Religionsfreiheit und die Gleichheit aller Religionen wie die Trennung von Kirche und Staat. Auch wenn Juden und Muslime Vorurteile und soziale Diskriminierung erleben, wurden sie von der Regierung nicht in der freien Ausübung ihrer Religion behindert. Hochrangige Regierungsmitglieder verurteilten antisemitische Straftaten. Aber die Polizei hat die dafür Verantwortlichen nicht effektiv verfolgt. Der Menschenrechtsbeauftragte der russischen Regierung, Wladimir Lukin, betonte in seinem Bericht von 2005, dass der russische Staat signifikante Fortschritte in der Beachtung der religiösen Freiheit und der gesetzlichen Aktivitäten religiöser Vereinigungen gemacht hat, wodurch er das Erbe des Totalitarismus und die Dominanz einer einzelnen Ideologie und Partei überwunden habe.
Russland ist ein Vielvölkerstaat, mit 35 Mio. orthodoxen Christen 15–22 Mio. Muslimen, 700.000 Juden, 320.000 Katholiken und weiteren Angehörigen religiöser Minderheiten (1997). Nach Angaben von Álvaro Gil-Robles sind die Beziehungen zwischen den Repräsentanten der verschiedenen Religionsgemeinschaften im Allgemeinen harmonisch.  Gil-Robles unterstrich die staatliche Unterstützung sowohl der Staatsregierung als auch von regionalen Behörden für die verschiedenen Religionsgemeinschaften. Dabei bezeichnete er Tatarstan als „wahrhaftigen kulturellen und religiösen Schmelztiegel“.  Auch Katholiken würden ebenso wie Angehörige anderer Religionsgemeinschaften durch staatliche und lokale Behörden unterstützt.
Wladimir Lukin äußerte 2005, dass die in Russland selten die in Artikel 28 garantierte Gewissensfreiheit verletzt würde.  Der Menschenrechtsbeauftragte nimmt jährlich 200 bis 250 Beschwerden an, die mit der Verletzung der Religionsfreiheit verbunden sind. Diese werden normalerweise von Gläubigen verschiedener Konfessionen geäußert: Orthodoxe (außerhalb der Orthodoxe Kirchen), Muslime, Protestanten und andere.  So gibt es Probleme mit dem Bürgerrecht der Vereinigungsfreiheit (Artikel 30 der Verfassung).  Obwohl die Anzahl der registrierten Religionsgemeinschaften konstant wächst (2005: 22144), gelingt es wie Wladimir Lukin bemerkte einer wachsenden Zahl religiöser Organisationen nicht, gesetzliche Anerkennung zu erlangen: z. B. Zeugen Jehovas, die Internationale Gesellschaft für Krishna-Bewusstsein, und andere.
Im Falle der Zeugen Jehovas sorgt ein im Dezember 2012 verschärftes Extremismusgesetz zu zunehmender Verfolgung der Religionsgemeinschaft. Nach einer Verwarnung der Generalstaatsanwaltschaft Russlands gegen die Zentrale der Zeugen Jehovas in Russland, kam es zu einer Durchsuchung durch das Justizministerium und der Auflösung von Ortsgemeinden. Es wurden Bibeln und andere religiöse Literatur beschlagnahmt, der Zugang zur Internetseite der Zeugen Jehovas jw.org wurde gesperrt. Einige russische Bürger wurden wegen religiöser Aktivitäten wie die Beteiligung an Gottesdiensten strafrechtlich verfolgt. Am 15. März 2017 beantragte das Russische Justizministerium beim Verfassungsgericht der Russischen Föderation „die Religionsorganisation, die Zentrale von Jehovas Zeugen, für extremistisch zu erklären, ihre Tätigkeit zu verbieten und sie aufzulösen“. Das Gericht entschied, die Organisation und 400 regionale Zweigstellen aufzulösen und deren Besitz zu beschlagnahmen. Im Jahr 2018 gab es mindestens 269 Hausdurchsuchungen bei Mitgliedern. Internationale Beachtung fand insbesondere das Verfahren gegen den Dänen Dennis Christensen, der wegen seiner religiösen Betätigung als Zeuge Jehovas von einem russischen Gericht zu einer Haftstrafe von sechs Jahren verurteilt wurde.
Der Einfluss von Missionaren hat in den letzten Jahren zu einem Drängen verschiedener Gruppen insbesondere der Nationalisten und der russisch-orthodoxen Kirche geführt, die Aktivitäten dieser nicht-traditionellen religiösen Gruppen einzuschränken. Die Duma verabschiedete im Oktober 1997 ein neues restriktives und möglicherweise diskriminierendes Gesetz. Dieses Gesetz ist sehr komplex mit vielen mehrdeutigen und sich widersprechenden Stellen. Die umstrittenste Stelle unterscheidet zwischen religiösen „Gruppen“ und „Organisationen“ und führt eine 15-Jahres-Regelung ein, die es nur Gruppen ermöglicht, sich zu akkreditieren, die 15 Jahre und länger bestehen. Nach Meinung des russischen Priesters und Dissidenten Gleb Jakunin, „bevorzugt (das neue Religionsgesetz) die russisch-orthodoxe Kirche deutlich zu Lasten aller anderer Religionen einschließlich des Judentums, Katholizismus und Protestantismus“. Er ist daher der Meinung, dass es „ein Rückschritt im russischen Prozess der Demokratisierung ist“.
Im Juni 2005 wurde der Anspruch, „den Ausschluss jeglicher legaler, administrativer und steuerrechtlicher Diskriminierung gegen sogenannte nicht-traditionelle Konfessionen“ zu garantieren, von der parlamentarischen Versammlung des Europarates aufgenommen.
Anna Politkowskaja beschrieb Fälle der Verfolgung und sogar Morde von Muslimen durch russische Truppen im nördlichen Kaukasus.

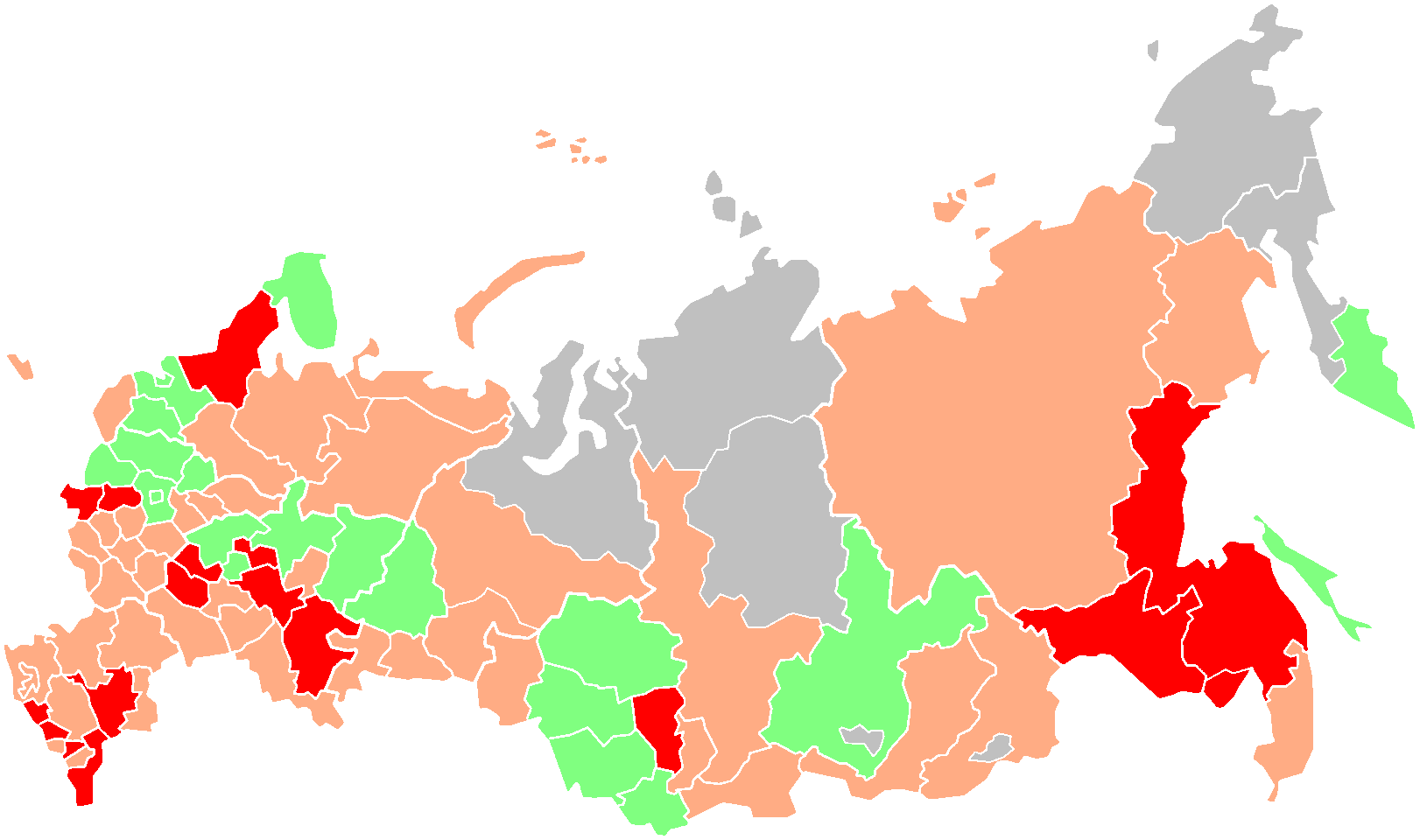
Pressefreiheit in den russischen Regionen 2006
grün: weitgehend frei
orange: weniger frei
rot: nicht frei
grau: keine Daten
(freie Regionen wurden nicht gefunden)
Quelle: Glasnost Defense Foundation

### Pressefreiheit
→ Hauptartikel: Medien in Russland
Für 2018 ordneten Reporter ohne Grenzen Russland auf Platz 148 von 180 im Press Freedom Index ein. Nach Angaben des Committee to Protect Journalists, wurden in Russland 47 Journalisten von 1992 bis Januar 2008 für ihre berufliche Aktivität getötet. Davon wurden 30 unter Präsident Boris Jelzin und die anderen unter Präsident Wladimir Putin getötet.
Die russische Journalistin Anna Politkowskaja, die für ihre Kritik an den russischen Aktionen in Tschetschenien und der pro-russischen Regierung Tschetscheniens bekannt ist, wurde 2006 in Moskau ermordet. 3 Jahre später wurden ihr Rechtsanwalt Stanislaw Markelow und ihre Kollegin Anastasia Baburowa ebenfalls ermordet.
Nach Ansicht des ehemaligen KGB-Offiziers Oleg Gordijewski zeigen die Morde an dem Autor Juri Schtschekotschichin (Autor von Slaves of KGB), Anna Politkowskaja, und Alexander Litwinenko, dass der FSB zur Praxis der politischen Morde zurückgekehrt ist, die in der Vergangenheit von der 13. Abteilung des KGB durchgeführt wurden.
Die oppositionelle Journalistin Jewgenija Albaz hat in einem Interview mit Eduard Steiner geäußert: „Heutzutage werden die Direktoren der Fernsehkanäle und der Zeitungen jeden Donnerstag in den Kreml eingeladen, um vom stellvertretenden Leiter der russischen Präsidialverwaltung, Wladislaw Surkow zu erfahren, welche Nachrichten wo veröffentlicht werden sollen. Journalisten werden mit hohen Gehältern gekauft.“

### Ethnische Minderheiten
Russland ist ein multinationaler Staat mit mehr als 170 ethnischen Gruppen, die als Nationalitäten bezeichnet werden. Die Populationsgröße dieser Gruppen reicht von weniger als zehntausend (bei den Nenzen und Samen) bis zu mehreren Millionen Russen und Tataren.  Unter den 83 Föderationssubjekten, die die Russische Föderation bilden, gibt es 21 nationale Republiken (für spezielle ethnische Minderheiten), 4 autonome Kreise (Okrugs) (mit einem großen Anteil ethnischer Minderheiten) und eine autonome Oblast.
Alvaro Gil-Robles schrieb in seinem Bericht, dass aus verschiedenen Gründen Spannungen wachsen, auch wenn Kooperation und gute Beziehungen in der Regel noch die Regel in den meisten Regionen sind. Die Ursache dieser Spannungen ist z. T. noch immer auf Probleme von Menschen zurückzuführen, die unter den stalinistischen Repressionen gelitten haben. Andere Gründe sind soziale und ökonomische Probleme, die Spannungen zwischen verschiedenen Gruppen hervorrufen, die Situation in Tschetschenien und die Terroranschläge. Letztere haben eine zunehmende Feindseligkeit gegenüber Menschen aus dem Kaukasus und Zentralasien zur Folge, die bis hin zu Feindseligkeit und offenem Rassismus gegenüber den betreffenden Gruppen führen. "
Das Ministerkomitee des Europarats äußerte im Mai 2007 Sorgen darüber, dass Russland noch keine umfassende Gesetzgebung zur Anti-Diskriminierung erlassen habe und dass die bestehenden Bestimmungen gegen Diskriminierung trotz der berichteten Fälle der Diskriminierung selten durchgesetzt würden.
Gil-Robles schrieb in seinem Bericht, dass Minderheiten in lokalen und regionalen Behörden repräsentiert seien und aktiv am öffentlichen Leben teilnähmen. Er unterstrich den Grad der Kooperation und des Verständnisses zwischen den verschiedenen benachbarten Nationalitäten und die Rolle der lokalen und regionalen Behörden im Dialog der ethnischen Gruppen.  2007 stellte das Ministerkomitee gewisse Rückschritte in der Teilnahme von Minderheiten am öffentlichen Leben fest; darunter die Aufhebung von staatlichen Quoten für indigene Menschen in regionalen Verwaltungen.
Obwohl die russische Verfassung russisch als die offizielle Sprache erwähnt, können die einzelnen Republiken mehr als eine offizielle Sprache festlegen. In den meisten Föderationsgebieten gibt es wenigstens zwei offizielle Sprachen: Russisch und die Sprache der namensgebenden Nationalität.  Das Ministerkomitee stellt 2007 fest, dass es viele lebendige Minderheitensprachen in den meisten Föderationsgebieten gibt mit mehr als 1350 Zeitungen und Magazinen, 300 TV-Kanälen und 250 Radiostationen in mehr als 50 Sprachen von Minderheiten. Außerdem lässt die neue Gesetzgebung die Sprachen von Minderheiten im staatlichen Radio und Fernsehen zu.
2007 gab es 6260 Schulen, die in 38 Sprachen von Minderheiten unterrichteten. Mehr als 75 Sprachen von Minderheiten wurden als Fach in 10.404 Schulen unterrichtet. Das Ministerkomitee der Europäischen Union stellte Anstrengung zum verbesserten Zugang zu Schulbüchern und Unterricht sowie für mehr Lehrer für Minderheitensprachen fest. Trotzdem stellten die Minister fest, dass es Schwierigkeiten im Zugang zu Unterricht für Angehörige bestimmter Minoritäten gibt.
Es gibt mehr als 2000 öffentliche Vereinigungen von nationalen Minderheiten und 560 nationale kulturelle Autonomien. Dennoch stelle der Ministerrat fest, dass in vielen Regionen die staatliche Unterstützung für den Erhalt und die Entwicklung der Kultur von Minderheiten immer noch nicht angemessen sei. Alvaro Gil-Robles schrieb 2004, dass es einen signifikanten Unterschied zwischen namensgebenden ethnischen Gruppen und Nationalitäten und Nationalitäten ohne ihr eigenes nationales Territorium gibt, da die Ressourcen für letztere begrenzt seien.
Russland ist auch Heimat für eine besondere Kategorie von Minderheiten: indigene Völker im Norden und Fernen Osten, die einen sehr traditionellen Lebensstil pflegen und oft in extremen klimatischen Bedingungen überleben, während sie sich an die moderne Welt anzupassen versuchen.  Nach dem Ende der Sowjetunion, hat die Russische Föderation Gesetze zum Schutz dieser kleinen indigenen Völker verabschiedet.  Gil-Robles stellte fest, dass es Verträge zwischen Vertretern indigener Völker und Ölgesellschaften geben, die den potentiellen Schaden der Ölförderung für den Lebensraum der Völker kompensieren sollen.  Wie der Ministerrat 2007 bemerkte ist trotz einiger Initiativen zur Entwicklung die soziale und ökonomische Situation verschiedener kleiner indigener Völker von Änderungen in der Gesetzgebung beeinflusst, durch die einige positive Maßnahmen bzgl. ihres Zugangs zu Land und anderen natürlichen Ressourcen entfernt wurden.
Alvaro Gil-Robles bemerkte 2004, dass Russland wie viele europäische Länder viele Fremde aufgenommen hat. Wenn diese sich in einer bestimmten Region ansiedeln, bilden sie eine so genannte neue Minderheit, die mangels Registrierung Schwierigkeiten hat z. B. bei der medizinischen Versorgung. Menschen mit Migrationshintergrund, die registriert sind, haben wegen der Sprachbarrieren andere Integrationsprobleme.
Das Ministerkomitee der Europäischen Union stellte 2007 fest, dass trotz Anstrengungen zur Verbesserung des Zugangs zu Registrierung und Staatsangehörigkeit für nationale Minderheiten die Maßnahmen nicht die Situation aller Betroffenen normalisiert haben.

#### Situation auf der Krim
Gemäß dem im September 2016 veröffentlichten Bericht der Internationalen Partnerschaft für Menschenrechte habe es auf der Halbinsel Krim, die seit März 2014 völkerrechtswidrig von Russland besetzt gehalten wird, 7 Morde, 15 Vermisste, 90 Fälle von illegaler Haft, 36 Fälle von Folter sowie eine gewaltsame Vertreibung von bis zu 60.000 Zivilisten gegeben. Dabei seien die Krimtataren als ethnische Minderheit den meisten Repressalien ausgesetzt. Der Medschlis, die Vertretung des krimtatarischen Volkes wurde als eine extremistische Organisation eingestuft. Wegen einer bloßen Mitgliedschaft droht bis zu sechs Jahren Haft. Auch der UN-Report vom September 2017 spricht von einer sich erheblich verschlechternden Menschenrechtssituation im russisch besetzten Gebiet. Es gehe um willkürliche Festnahmen, Verschleppungen, Misshandlungen der Opfer bis hin zu Folter etc.
Amnesty International hält fest, dass es seit der Annexion mehrere Fälle des Verschwindenlassens von Krimtataren gegeben hat, die nie effektiv aufgeklärt worden sind. Am 24. Mai 2016 wurde Erwin Ibragimow, ein Mitglied des World Congress of Crimean Tatars, von einer Gruppe von Männern in einen Wagen gezerrt und weggefahren. Amnesty International forderte die russischen Behörden dazu auf, die Entführung aufzuklären.
Am 11. Februar 2016 wurde der krimtatarische Menschenrechtler Emir-Usein Kuku von russischen Behörden festgenommen. Kuku trat im Jahr 2014 der Crimean Human Rights Contact Group bei, die sich mit dem „Verschwindenlassen“ von Menschen auf der Halbinsel beschäftigt hatte. Ihm wird von den russischen Behörden vorgeworfen, der islamistischen Organisation Hizb ut-Tahrir anzugehören, was er jedoch selbst bestreitet. Amnesty International initiierte eine Kampagne für seine Freilassung.
Als Reaktion auf die politische Verfolgung von Krimtataren wurde am 9. April 2016 die Basisorganisation Krim-Solidarität ins Leben gerufen. Eines ihrer leitenden Mitglieder Serwer Mustafajew wurde am 21. Mai 2018 verhaftet und wegen „Mitgliedschaft in einer terroristischen Organisation“ angeklagt. Auch ihm werden Verbindungen zu Hizb ut-Tahrir vorgeworfen. Amnesty International und Front Line Defenders setzen sich für seine sofortige Freilassung ein.
Am 9. November 2016 wurden die Ukrainer Oleksij Bessarabow, Dmytro Schtyblykow und Wolodymyr Dudka festgenommen, denen vorgeworfen wurde, Sabotageakte im Auftrag des ukrainischen Geheimdienstes auf der Krim verüben zu wollen. Schtyblykow wurde zu fünf, Bessarabow und Dudka jeweils zu vierzehn Jahren Gefängnis verurteilt. Freedom House und die Menschenrechtsorganisation Memorial stufen sie als politische Gefangene ein.

### Ausländer und Migranten
Im Oktober 2002 hat die russische Konföderation neue Gesetze über die Rechte von Ausländern verabschiedet, mit denen die Immigration gesteuert und die Rechte der Ausländer geklärt werden sollen. Trotz des neuen Gesetzes sahen sich laut Álvaro Gil-Robles viele ausländische Gemeinschaften in Russland in der Praxis Schwierigkeiten gegenüber.
2007 waren offiziell fast acht Millionen Migranten in Russland registriert , während fünf bis sieben Millionen Migranten keinen Rechtsstatus besaßen.
Die meisten Ausländer, die in Russland ankommen, suchen einen Job. In vielen Fällen haben sie keinen Vertrag oder andere Vereinbarungen mit einem lokalen Arbeitgeber. Ein typisches Problem ist der illegale Status vieler Ausländer (d. h. sie sind nicht registriert und haben keinen Ausweis). Dies nimmt ihnen jede soziale Unterstützung und führt oft zur Ausbeutung durch Arbeitgeber. Dennoch profitieren ausländische Arbeiter von der Zurückhaltung lokaler Behörden, die Probleme zu lösen, und finden einen „modus vivendi“.  Wie Gil-Robles bemerkte, ist es leicht vorstellbar, dass der illegale Status vieler Ausländer zu Korruption führt.  Illegale Immigranten können jeden Moment inhaftiert und für eine spätere Ausweisung in Internierungslager gebracht werden. 2004 waren die Lebensbedingungen in Internierungslager für illegale Immigranten sehr schlecht. Dem Ausweisungsprozess fehlten die Geldmittel, was die Inhaftierung auf Monate oder Jahre ausdehnen kann.  Verbunden damit bemerkte Gil-Robles bei den Behörden, mit denen er gesprochen hat, den festen politischen Willen, eine befriedigende Lösung zu finden.
Ehemalige Sowjetbürger bilden einen Sonderfall. Nach dem Zerfall der Sowjetunion 1991 hat das nationale Gesetz allen ehemaligen Sowjetbürgern die russische Staatsbürgerschaft zuerkannt. Menschen, die zwar in Russland geboren wurden, aber nicht in Russland waren, als das Gesetz in Kraft trat, und Menschen, die in der Sowjetunion geboren wurden, aber nicht formell gemeldet waren, haben die russische Staatsbürgerschaft nicht erhalten. Als am 31. Dezember 2003 der sowjetische Reisepass ungültig wurde, wurden diese Menschen Ausländer, obwohl viele von ihnen Russland als ihre Heimat ansahen. Der Mehrheit von ihnen wurde Rente und medizinische Versorgung gestrichen.
Ein anderer Sonderfall sind Mescheten. Sie waren sowohl Opfer der stalinschen Deportation aus Südgeorgien als auch der Pogrome von 1989 im Ferghanatal in Usbekistan. Einige von ihnen wurden in Russland aufgenommen. Während in den meisten Regionen Russlands Mescheten automatisch die russische Staatsbürgerschaft zuerkannt wird, wird diese seit 1991 15.000 Mescheten in der Region Krasnodar abgesprochen.  Auch die von Alvaro Gil-Robles verhängten Maßnahmen änderten die Position der Behörden in Krasnodar nicht. Wladimir Lukin bezeichnet dies in seinem Bericht von 2005 als „Kampagne lokaler Behörden gegen bestimmte ethnische Gruppen.“  Der Ausweg für eine signifikante Anzahl von Mescheten in der Region Krasnodar war die Auswanderung in die USA. Wladimir Lukin beschrieb 2005 ein ähnliches Problem von 5500 Jesiden, die vor dem Zerfall der UdSSR von Armenien in die Region Krasnodar gezogen waren. Nur Tausend von ihnen haben die Staatsbürgerschaft erhalten; die anderen konnten nicht legalisiert werden.

### Ausländerfeindlichkeit und Rassismus
Wie Alvaro Gil-Robles 2004 bemerkte, sind vor allem Juden, Kaukasier, Migranten, Ausländer und sexuelle Minderheiten von Feindseligkeiten betroffen.
In seinem Bericht von 2006 beobachtet Wladimir Lukin einen Anstieg von Nationalismus und Fremdenfeindlichkeit in Russland verbunden mit häufigeren Gewalttätigkeiten und Massenausschreitungen aufgrund rassistischer, nationalistischer und religiöser Intoleranz.
Menschenrechtler weisen am Beispiel 2006 darauf hin, dass allein in diesem Jahr 44 Menschen ermordet und fast 500 aus rassistischen Gründen überfallen wurden. Nach offiziellen Quellen gibt es 150 „extremistische Gruppen“ mit mehr als 5000 Mitgliedern in Russland.
Das Ministerkomitee der Europäischen Union stellte 2007 fest, dass hochrangige Repräsentanten der föderalen Administration öffentlich den Kampf gegen Rassismus und Intoleranz unterstützt haben und verschiedene Programme zur Erreichung dieser Ziele eingeführt wurden. Gleichzeitig wurden zunehmend Gerichtsurteile gegen die Anstiftung zu nationalem, rassistischen oder religiösen Hass ausgesprochen. Dennoch gab es einen alarmierenden Anstieg bei der Anzahl rassistisch motivierter Übergriffe in den letzten vier Jahren. Trotzdem scheinen manche Vertreter der russischen Rechtsprechung immer noch oft zu zögern, rassistische oder nationalistische Gründe bei diesen Verbrechen einzuräumen. In den Medien und in politischen Auseinandersetzungen nehmen Hassreden zu. Dabei ist besonders die Situation bei Personen aus dem nördlichen Kaukasus bedrohlich.
Wladimir Lukin stellte fest, dass die Inaktivität der staatlichen Stellen zur Durchsetzung der Gesetze schwere Konsequenzen nach sich ziehen kann wie z.B: bei den interethnischen Unruhen in der Stadt Kondopoga in der Republik Karelien. Lukin bemerkte dabei die provokative Rolle der sogenannten „Bewegung gegen illegale Immigration“. Ergebnis dieser Unruhen war, dass alle Leiter der Exekutive aus ihren Positionen entfernt wurden und mehrere Strafverfahren eröffnet wurden.
Nach einer Umfrage des Meinungsforschungsinstituts WZIOM von 2006
- halten 44 % Russland für „ein gemeinsames Haus vieler Nationen“, in dem alle gleiche Rechte haben sollten
- denken 36 %, dass „Russen mehr Rechte haben sollen, weil sie die Mehrheit der Bevölkerung stellen“ und
- 15 % denken, dass „Russland der Staat der Russen sein sollte“.[128]

Nach einer Umfrage der Public Opinion Foundation sehen 12 % der Russen „einige positive Aspekte“ im Faschismus und 24 % meinen, dass Menschen mit faschistischen Ansichten keine Gefahr für die Gesellschaft bedeuten.
Nach einer 2007 vom Innenministerium der Russischen Föderation veröffentlichten Statistik haben Menschen ohne russische Staatsangehörigkeit in Russland 50.100 Verbrechen begangen, während an ihnen 15.985 Verbrechen begangen wurden.
Als eines von unzähligen Beispielen für extreme Fremdenfeindlichkeit in Russland dient die Ermordung eines Russen namens Egor Scherbakow durch einen Kaukasier im Moskauer Stadtviertel Birulovo im Oktober 2013. Im Anschluss darauf kam es zu massiven rassistischen Übergriffen gegen nicht-russisch aussehende Personen durch aufgebrachte Ortsbewohner. Die Polizei und sonstige Sicherheitsbehörden haben nicht nur die Verwüstung von ausländischen Geschäften zugelassen. Im Gegenteil haben sie mehrere Hundert Händler mit meist illegalem Aufenthaltsstatus verhaftet und den nahegelegenen, von Migranten betriebenen Gemüsemarkt dichtgemacht.

### Homosexuellenfeindlichkeit
Human Rights Watch kritisiert den Umgang mit Homosexuellen in Russland. Durch die Verabschiedung des Gesetzes gegen „homosexuelle Propaganda“ würden Gewalttaten gegenüber Schwulen und Lesben stark zunehmen. Wer in der Öffentlichkeit „homosexuelle Propaganda“ verbreitet, wird mit 15 Tagen Arrest oder Ausweisung bestraft. Auch Gewalt durch Polizisten gegenüber Homosexuellen ist weit verbreitet.

### Gesetz über „Geschichtsleugnung“
Historiker, Journalisten oder auch Privatpersonen können durch ein Gesetz vom April 2014 gerichtlich verurteilt werden, wenn sie „Lügen“ über die Politik der Sowjetunion während des Zweiten Weltkriegs verbreiten.

### Gesetz über „Beleidigung von Behörden“
Die Duma nahm im März 2019 in dritter Lesung ein Gesetz über „Respektlosigkeit“ an, welches am 29. März in Kraft trat. Das Gesetz zielt speziell auf angeblich falsche Nachrichten im Internet und ist laut Kritikern so vage formuliert, dass sie den einzigen Sinn in der Repression erkennen. Alexei Wenediktow:

„Das ist eine repressive Geschichte, die mit dem Wunsch verbunden ist, Selbstzensur nicht mehr nur für die Medien, sondern auch für Bürger einzuführen.“

Lew Schlossberg forderte daraufhin ein Gesetz gegen die Beleidigungen, die die russischen Bürger durch Beamte erlitten, welche gegen die durch die russische Verfassung garantierten Rechte und Freiheiten eines Bürgers verstießen. Abgeordnete der Kommunistischen Partei brachten einen solchen Vorschlag in die Staatsduma ein.

### Gesetz zur Verhinderung von Protesten
Am 7. Dezember 2015 wurde erstmals eine Person aufgrund des im Juli 2014 eingeführten Artikels 212.1 des Strafgesetzbuches zu drei Jahren Gefängnis verurteilt. Wird eine Person mehr als zwei Mal innert 180 Tagen administrativ bestraft – selbst bei völlig friedlichem Einzelprotest – ist eine Gefängnisstrafe möglich.
Ildar Dadin war die erste Person, die aufgrund des umstrittenen Artikels zu Haft verurteilt wurde. Die Argumentation der Verfassungswidrigkeit des Gesetzes bezieht sich auch auf den Umstand einer Mehrfachstrafe für ein Vergehen. Eine Klage gegen den Gesetzesartikel wegen Verfassungswidrigkeit wurde angestrengt, wobei Staatsvertreter gar eine Verschärfung forderten, da „Massenaktionen die grösste Gefahr für das Öffentliche Russland“ darstellten.
Die Menschenrechtsorganisation „Team 29“ entwickelte eine Spiele-App namens „Gebnja“, mit welchen die Interaktion mit russischen Strafverfolgungsbeamten geübt werden kann. Das schadlose überstehen von Begegnungen mit Uniformierten sei gemäß der Entwickler eine Grundlage des Lebens im modernen Russland.

## Justizwesen und Strafvollzug
Die Rechtsprechung in Russland ist laut Amnesty International Manipulationen durch politische Autoritäten ausgesetzt. Im Jahresbericht 2009 zitiert Amnesty International Berichte, wonach „Straftatverdächtige durch Folter und Misshandlungen zu Geständnissen gezwungen wurden“. Nach der russischen Verfassung werden die obersten Richter von der
Föderationsversammlung auf Vorschlag des russischen Präsidenten ernannt. Anna Politkowskaja beschrieb in ihrem Buch „In Putins Russland“ Geschichten von Richtern, die „Befehlen von oben“ nicht Folge leisteten, angegriffen und ihrer Position enthoben wurden. Die ehemalige Richterin Olga Kudeshkina schrieb 2005 einen offenen Brief an Putin, in dem sie die Vorsitzende des Moskauer Stadtgerichts, O. Egorova dafür kritisierte, von Richtern zu fordern, „richtige“ Entscheidungen unabhängig vom Grad ihrer Rechtmäßigkeit zu fällen, was ihren Angaben zufolge dazu führte, dass in Moskau von 2002 bis 2005 mehr als 80 der besten Richter zurücktraten.
In den 1990er Jahren wurde das russische Gefängnissystem in Medien und von Menschenrechtsgruppen als problematisch bezeichnet. Es gab viele zurückgestellte Prozesse und Prozessverzögerungen, was zu langer Untersuchungshaft führte. Die Bedingungen in Gefängnissen wurden als deutlich unterhalb internationaler Standards angesehen. Tuberkulose war ein ernstes, überall vorhandenes Problem. Menschenrechtsgruppen schätzten, dass jedes Jahr etwa 11.000 Gefangene starben vor allem wegen Überbelegung, Krankheiten und fehlender ärztlicher Versorgung. Ein Medienbericht von 2006 weist auf eine Kampagne von Gefängnisreformen hin, die zu Verbesserungen der Bedingungen geführt hat. Die schweizerische Direktion für Entwicklung und Zusammenarbeit hat, unterstützt durch Reformanstrengungen der russischen Regierung, seit 1997 auf eine Reform russischer Gefängnisse hingearbeitet.
Die Herrschaft des Gesetzes hat seit der Sowjetzeit in der Provinz eher begrenzte Fortschritte in der Strafjustiz gemacht. Gerichte erließen in der Regel keine Freisprüche; 2004 endeten nur etwa 0,7 % aller Verfahren mit einem Freispruch. Richter sind abhängig von Administratoren, die wiederum die Staatsanwaltschaft unter sich haben. Die Arbeit der Staatsanwälte gilt als schlecht und bedrückend. Anwälte werden meist vom Gericht bestimmt und schlecht bezahlt. Es gab eine deutliche Verschlechterung der Situation, die mit dem Missbrauch von Strafprozessen sowie Schikane und Verfolgung der Verteidiger in politisch sensiblen Fällen der letzten Jahre einherging. Die Prinzipien des Rechts auf einen Strafverteidiger und Gleichberechtigung der Parteien bei Strafprozessen werden nicht beachtet.
1996 kündigte Präsident Boris Jelzin ein Moratorium der Todesstrafe an. Die russische Regierung bricht jedoch immer noch viele Versprechen, die sie beim Eintritt in den Europarat gemacht hat. Bürger, die vor dem Europäischen Gerichtshof für Menschenrechte klagen, werden laut Politkowskaja oft von russischen Behörden verfolgt.
Von 2000 bis 2016 sank die Anzahl der in Gefängnissen inhaftierten Personen von über einer Million auf 640.000. Ab 1. Januar 2017 werden wieder Arbeitslager eingeführt für schwere Erst-Verbrechen oder wiederholte leichtere Vergehen.

## Situation in Tschetschenien
Die Politik der russischen Regierung in Tschetschenien ist Ursache internationaler Besorgnis. Es wurde berichtet, dass russische Soldaten viele Zivilisten in Tschetschenien entführt, gefoltert und getötet haben. Andererseits haben auch tschetschenische Separatisten Menschenrechtsverletzungen begangen wie z. B. Entführungen von Menschen. Menschenrechtsgruppen kritisieren scharf Fälle von Menschen, die in russischem Gewahrsam verschwinden. Auch wurde über systematische illegale Gefangennahmen und Folter durch Angehörige der Streitkräfte unter dem Kommando von Ramsan Kadyrow und des Innenministeriums berichtet. Außerdem wurde über Unterdrückung, Informationsblockade und eine Atmosphäre der Furcht und Verzweiflung in Tschetschenien berichtet.
Memorial äußerte 2005, dass es ein System „des Fließbandes der Gewalt“ in Tschetschenien (wie auch im benachbarten Inguschetien) gäbe: Personen, die separatistischer Aktionen verdächtigt werden, würden von Sicherheitskräften ohne gesetzliche Grundlage verhaftet und würden dann verschwinden, einige für immer. Nach einiger Zeit werden einige Inhaftierte in Lagern für Untersuchungshäftlinge gefoltert, damit sie ein Verbrechen zugeben oder andere mit falschen Beschuldigungen belasten. Laut Memorial wird dabei auch psychologischer Druck ausgeübt. Die bekannte russische Journalistin Anna Politkowskaja verglich dieses System mit dem Gulag und gab mehrere hundert Fälle an.
Russische Journalisten berichteten häufig über Menschenrechtsverletzungen sowohl von russischen Streitkräften als auch von der tschetschenischen Regierung. Einige Journalisten wurden mutmaßlich aufgrund ihrer kritischen Berichterstattung getötet. Dabei werden folgende Namen genannt: Cynthia Elbaum, Vladimir Zhitarenko, Nina Yefimova, Jochen Piest, Farkhad Kerimov, Natalya Alyakina, Shamkhan Kagirov, Viktor Pimenov, Nadezhda Chaikova, Supian Ependiyev, Ramzan Mezhidov, Shamil Gigayev, Vladimir Yatsina, Aleksandr Yefremov, Roddy Scott, Paul Klebnikov, Magomedzagid Varisov und Anna Politkowskaja.

## Offizielle Einrichtungen

### Menschenrechtskommission beim Präsidenten
1996 trat der Menschenrechtsaktivist Sergei Kowaljow als Vorsitzender der Menschenrechtskommission des russischen Präsidenten zurück, um gegen die Regierungspolitik insbesondere in Tschetschenien zu demonstrieren
2002 wurde Ella Pamfilowa zur Vorsitzenden gewählt.

### Menschenrechtsrat beim Präsidenten
2004 wurde der Menschenrechtsrat beim russischen Präsidenten gebildet. Vorsitzende blieb Ella Pamfilowa. 2010 trat sie zurück.
Ihr Nachfolger wurde Michail Fedotow.

### Menschenrechtsbeauftragter
1997 verabschiedete das Parlament ein Gesetz zur Einführung eines „Menschenrechtsbeauftragten“. Die Einrichtung dieser Position war vom Europarat gefordert worden, zu dem Russland im Februar 1996 zugelassen worden war.
Die Duma wählte schließlich im Mai 1998 den kommunistischen Duma-Abgeordneten Oleg Mironov, der daraufhin unter Hinweis auf die gesetzliche Forderung der Unparteilichkeit aus der Partei austrat und sein Abgeordneten-Mandat niederlegte. Dennoch wurde seine Wahl von Menschenrechtsaktivisten wegen seiner Verbindungen zur kommunistischen Partei kritisiert und weil er keine erkennbare Fachkompetenz für die Tätigkeit mitbrachte.
2004 wurde Wladimir Lukin von der Partei Jabloko, ehemaliger Botschafter in den USA, neuer Menschenrechtsbeauftragter. Er setzte sich mit viel Engagement für die Verbesserung der Situation der Menschenrechte in Russland ein.
Von 2014 bis 2016 war Ella Pamfilowa Menschenrechtsbeauftragte. Ihre Nachfolgerin wurde Tatjana Moskalkowa.

### Verfassungsgericht
Das Verfassungsgericht der Russischen Föderation entscheidet zwar auch über Beschwerden wegen der Verletzung der Verfassungsrechte und Freiheiten der Bürger, es überprüft dabei aber nur die Verfassungsmäßigkeit eines Gesetzes, das in einem konkreten Fall angewendet wurde. Im Unterschied zum deutschen Verfassungsgericht prüft das russische nicht den Gesetzesvollzug, d. h. ob einzelne Gerichtsurteile oder Handlungen der Exekutive mit der Verfassung übereinstimmen. Ein Institut wie die deutsche Verfassungsbeschwerde gibt es in Russland nicht.

## Position der russisch-orthodoxen Kirche
Im Mai 1993 wurde unter der Schirmherrschaft der Russisch-Orthodoxen Kirche das Weltkonzil des Russischen Volkes gegründet. Dieses Konzil beschloss im April 2006 die Russische Erklärung der Menschenrechte, die der Allgemeinen Erklärung der Menschenrechte der Vereinten Nationen widerspricht. Nach dieser Erklärung des Konzils werden die Rechte entweder von Gott oder vom Staat verliehen und die Wahrung und Ausübung dieser Rechte hängt von den Motiven und Handlungen des Einzelnen ab. Danach wären Menschenrechte nicht gänzlich unveräußerlich.
Im Juli 2008 veröffentlichte die Russisch-Orthodoxe Kirche zudem ihre Grundlagenlehre über die Würde, die Freiheit und die Menschenrechte.

## Gesetze über Nichtregierungsorganisationen

### Gesetz über ausländische NGOs in Russland 2005
Das Unterhaus der Duma stimmte im November 2005 mit 370:18 Stimmen für ein Gesetz, wonach ausländische Nichtregierungsorganisationen (NGO) sich als russische Organisationen, die der russischen Gerichtsbarkeit unterworfen sind, erneut registrieren müssen, so dass sie strengerer finanzieller und rechtlicher Kontrolle unterliegen. Das Gesetz ermöglicht russischen Offiziellen einen Überblick über die lokalen Finanzen und Aktivitäten der NGOs. Das Gesetz trat im April 2006 in Kraft.
Es wurde wegen seiner möglichen Effekte auf internationale Kontrolle der Menschenrechte in Russland heftig kritisiert.
Im Oktober 2006 wurde die Arbeit vieler ausländischer NGOs mit Hilfe dieses Gesetzes unterbunden. Russische Offizielle äußerten dazu, dass „die Verbote einfach auf dem Versäumnis privater Gruppen beruhten, dieses Gesetz zu befolgen, und nicht auf politische Entscheidungen des Staates zurückzuführen sind. Die Gruppen werden wieder zugelassen, sobald ihre Registrierung erfolgt ist.“

### Gesetz über russische nichtkommerzielle Organisationen als „ausländische Agenten“ 2012
Im Juli 2012 verabschiedete die Duma ein Gesetz, wonach russische NGOs und Personen, die finanzielle Mittel aus dem Ausland erhalten und politisch aktiv sind, zukünftig als „ausländische Agenten“ eingestuft werden können. In den folgenden Monaten, insbesondere im Februar und März 2013 wurden etliche Organisationen wie Memorial und Amnesty International Russland durchsucht und aufgefordert, sich in das Register eintragen zu lassen.
Fast alle Organisationen verweigerten dies.
Im Mai 2013 schuf die Duma die Möglichkeit, die betreffende Organisation künftig auch ohne ihre Zustimmung und ohne Gerichtsbeschluss eintragen zu lassen.
Erst im März 2015 wurde die Möglichkeit geschaffen, den Status wieder zu verlieren. Dazu musste nachgewiesen werden, dass ein Jahr lang keine finanzielle Unterstützung aus dem Ausland mehr erfolgt sei und die vergangenen ausländischen Zuwendungen zurückgezahlt wurden.
Im Oktober 2016 waren 147 Organisationen beim Justizministerium registriert, von denen etwa 40 den Status abgelegt oder sich aufgelöst hatten.
Das Gesetz macht die Arbeit vieler Nichtregierungsorganisationen fast unmöglich, da die meisten auf finanzielle Unterstützung aus dem Ausland angewiesen sind. Es genügt bereits eine geringfügige Spende einer russischen Person oder Organisation, die selber Gelder aus dem Ausland erhalten, um registriert werden zu können.

### Gesetz über ausländische NGOs als „unerwünschte Organisationen“ 2015
2015 beschloss die Duma ein Gesetz, das ausländische Organisationen als „unerwünschte Organisationen“ einstufen kann. Dieses betrifft Organisationen, die russische NGOs finanziell unterstützen. Betroffen sind bisher die Soros-Stiftung und andere.

### Das „Jarowaja-Paket“
Im Juni 2016 verabschiedete die russische Staatsduma auf Initiative der Abgeordneten Irina Jarowaja eines der repressivsten Gesetze der letzten Jahre. Die neuen „Anti-Terrormaßnahmen“ des „Jarowaja-Pakets“ verschärften den staatlichen Eingriff in die bürgerlichen Rechte und Freiheiten deutlich. Laut dem Gesetz müssen die russischen Telekommunikationsanbieter drei Jahre lang sämtliche Verbindungsdaten ihrer Kunden wie Telefonate, SMS, E-Mails oder Videos speichern und diese bei Aufforderung an den russischen Inlandsgeheimdienst FSB weiterleiten. Bei Zuwiderhandlungen droht eine Geldstrafe in Höhe von 1 Million Rubel (mehr als 14.000 Euro). Die Beteiligung an, die Finanzierung oder Vorbereitung von terroristischen Aktivitäten sowie Aufrufe zum Extremismus werden mit bis zu acht Jahren Haft bestraft. Das Strafmündigkeitsalter für Jugendliche wurde von 16 auf 14 Jahre herabgesetzt. Außerdem sieht die Rechtsverordnung vor, die religiöse Aktivität der Bürger schärfer zu kontrollieren, wobei jegliche Art von „missionarischen Tätigkeiten“, die die gesellschaftliche Ordnung und Sicherheit des Staates gefährden, verboten wird. Ein großer Streitpunkt vor der Verabschiedung war der Entzug der russischen Staatsbürgerschaft für verurteilte Terroristen. Doch nach intensiven Debatten wurden alle diesbezüglichen Passagen in der zweiten Lesung aus dem ursprünglichen Entwurf gestrichen.

## Menschenrechtsrat der UN
Russland war Mitglied im UN-Menschenrechtsrat. 2016 wurde es erstmals dafür nicht mehr wiedergewählt. Grund dafür waren die Menschenrechtsverletzungen im Bürgerkrieg in Syrien. Seit 2023 gibt es eine Sonderberichterstatterin, die sich speziell mit der Menschenrechtssituation in Russland beschäftigt.

## Menschenrechtsorganisationen
Die bekanntesten Organisationen in Russland sind bzw. waren
- Amnesty International Russland (wurde nach der Invasion Russlands in die Ukraine als Vergeltung für die damit zusammenhängenden Sanktionen im Jahr 2022 geschlossen[178])
- Human Rights Watch Russland[179] (wurde im Zuge der Invasion Russlands in die Ukraine als Vergeltung für die damit zusammenhängenden Sanktionen im Jahr 2022 geschlossen[178])
- Komitee zur Verhinderung von Folter
- Memorial (existiert nicht mehr in Russland seit Ende des Jahres 2021)
- Moskauer Helsinki-Gruppe
- Sacharow-Zentrum (wurde aufgrund nicht genehmigter Konferenzen im Jahr 2023 aufgelöst[180])
- Soldatenmütter

Außerdem gibt es zahlreiche regionale Nichtregierungsorganisationen
- Bürgerunterstützung, Flüchtlingshilfe

## Menschenrechtsaktivistinnen und -aktivisten
- Ljudmila Alexejewa
- Natalja Estemirowa, 2009 erschossen
- Swetlana Gannuschkina, Flüchtlingshilfe
- Lida Jussupowa, Tschetschenien
- Sergei Kowaljow
- Elisa Mussajewa, Inguschetien und Tschetschenien
- Alexei Nawalny
- Anna Politkowskaja, 2005 erschossen
- Lew Ponomarjow

## Rezeption